# Adäquation
In der Statistik versteht man unter Adäquation die Übertragung theoretischer Tatbestände ökonomischer Erscheinungen und Prozesse in statistische Konzepte, die diesen möglichst nahekommen und praktisch, juristisch, technisch und finanziell realisierbar sind. Das Problem, substanzwissenschaftliche Konzepte und Konstrukte durch statistische Konzepte adäquat abzubilden  nennt man Adäquationsproblem.